# 沓掛城
沓掛城（くつかけじょう）は、尾張国愛知郡沓掛、現在の愛知県豊明市沓掛町にあった日本の城。旧記には沓懸城とも書かれている。豊明市指定史跡。

## 沿革
沓掛の地は、北方の長久手・岩崎方面からの街道と鎌倉往還とが交差する場所にあり、交通の要衝といってよく、その抑えとして古くから城館があったとしてもおかしくはない地形である。
沓掛城の存在がおぼろげながら現れるのは、正中2年（1325年）、正中の変を経た後醍醐天皇が、沓掛の住人近藤宗光を召しだしたという記録である。また、応永年間（1394年 - 1428年）には城が築かれ、築城者は藤原義行との説もある。近藤宗光と藤原義行との関係は定かではないが、室町時代を通じ、近藤氏が沓掛城主となっていたことは確かである。戦国時代に入り、9代目の近藤景春は松平広忠の家臣となっていた。天文10年（1541年）頃より尾張国中に織田信秀の勢力が強くなり、しばしば三河へ出兵するようになると、近隣の土豪とともに信秀に追従した。しかし、天文20年（1551年）の信秀死後は二転して、鳴海城主山口教継・教吉父子とともに今川義元の傘下に入った。
永禄3年（1560年）、駿河・遠江・三河の兵約2万5千の大軍を率いた今川義元は、5月18日（新暦6月11日）、池鯉鮒を出立して沓掛城に入った。この時の城主は近藤景春であった。ここで義元は軍評定を開き、大高城への兵糧入れや各武将の部署の再確認を行ったものと思われる。翌19日朝、義元は本隊を従え沓掛城を出発した。一説にはこの時、義元は落馬し、側近があわてて輿に乗り換えさせたという。その後、義元は大高道を通って桶狭間に入り、運命の桶狭間の戦いに遭遇するのである。
城主近藤景春は沓掛城に戻り、刈谷城攻めを行ったりしたが、5月21日、織田勢により城攻めを受け落城、景春は討死して近藤氏による支配は終わった。
変わって城主になったのは、桶狭間の戦いで勲功一番と称され、沓掛三千貫文を与えられた簗田政綱（簗田出羽守）であった。天正3年（1575年）、簗田政綱は加賀天神山城主となって去り、その後は織田信照、川口宗勝が城主を勤めた。
慶長5年（1600年）関ヶ原の戦いにおいて川口宗勝は西軍に参陣、敗戦後捕らえられて伊達政宗にお預けとなった。ここで沓掛城は収公され廃城となった。

## 規模
東西288メートル、南北234メートルで、本丸、二の丸、諏訪曲輪などで構成され、総堀に囲まれる形式であった。当時としては、比較的規模の大きな城といえる。天守などの櫓や石垣は当初より存在しない。

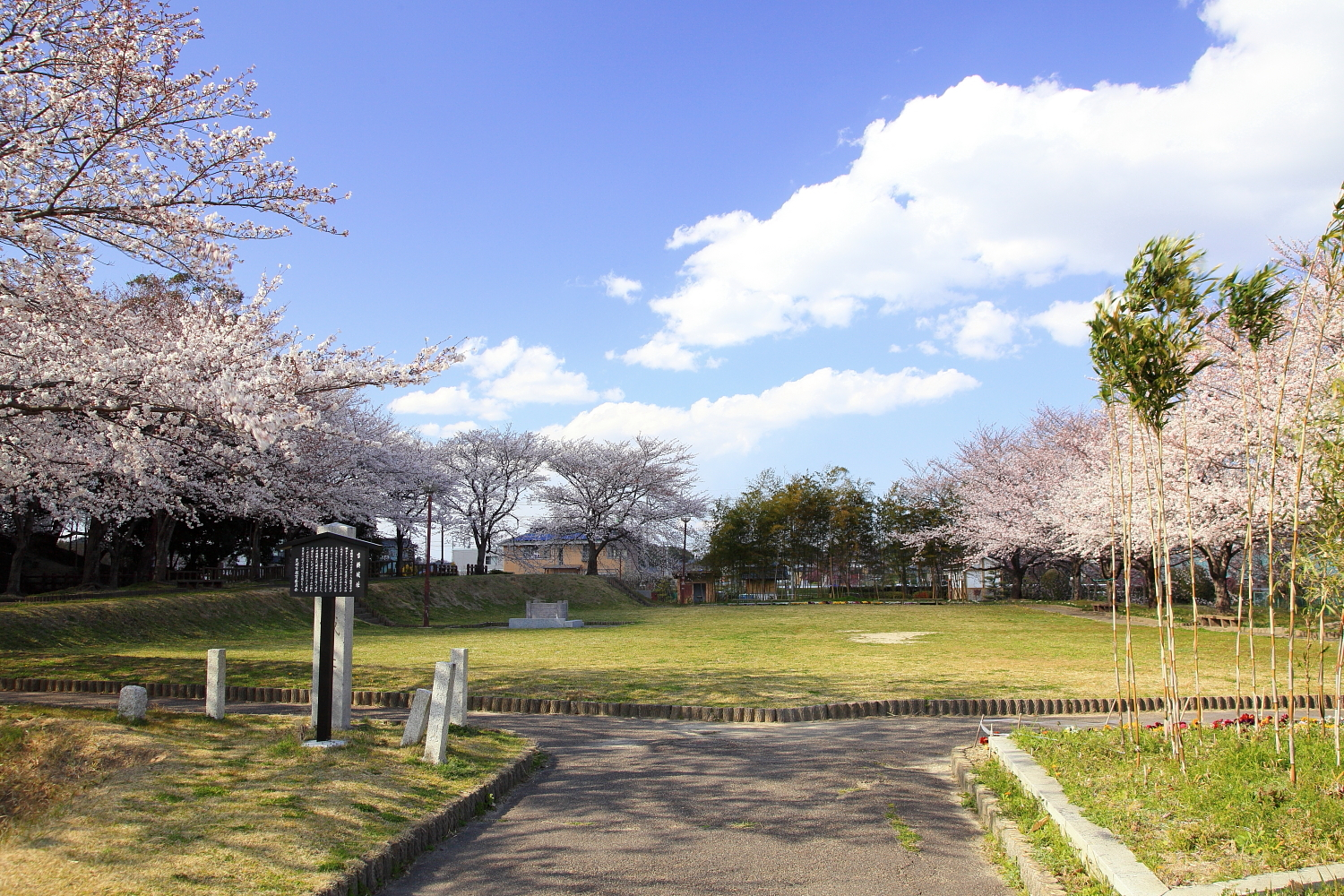
大手門跡 （2012年（平成24年）4月）
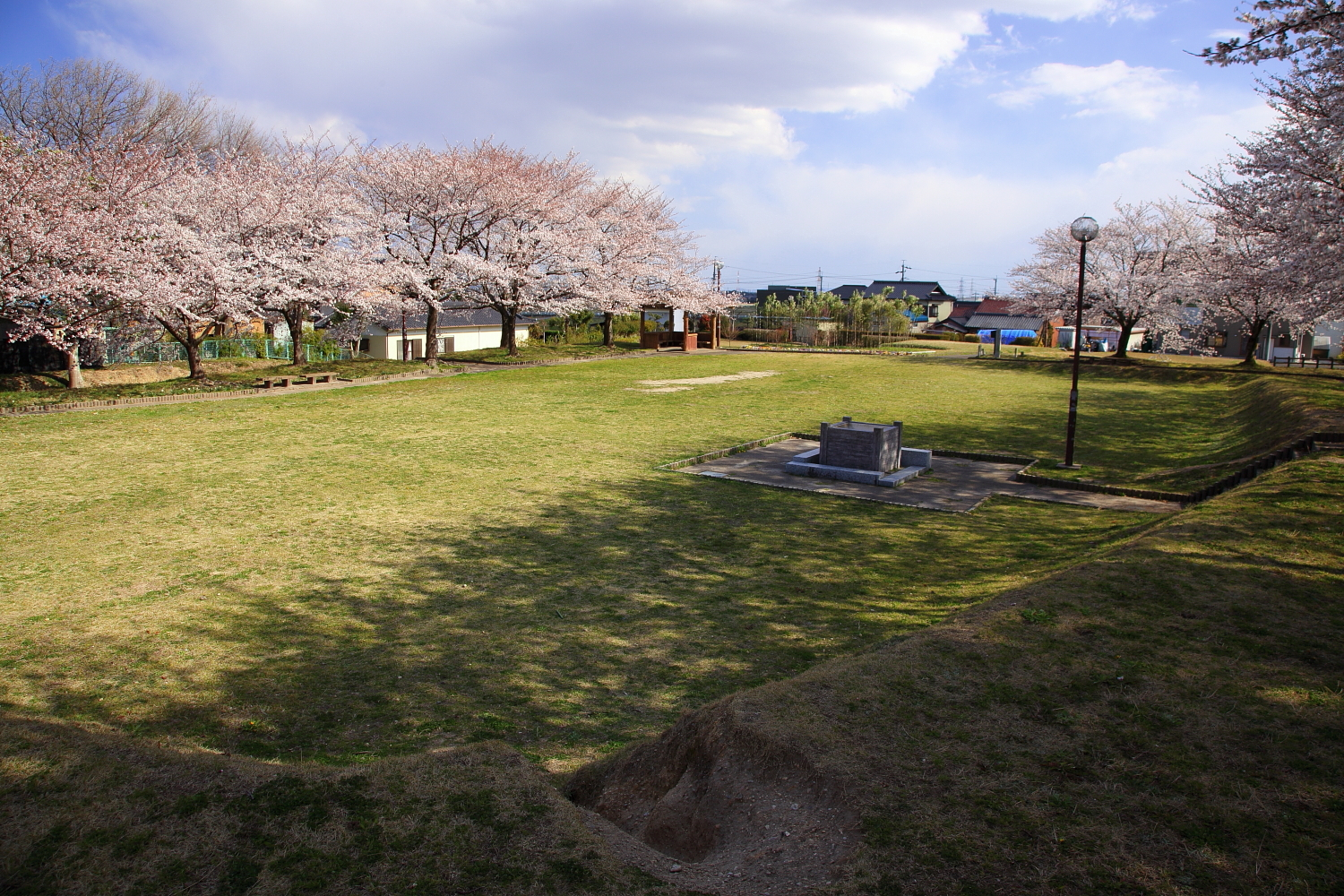
本丸跡（芝生広場） （2012年（平成24年）4月）
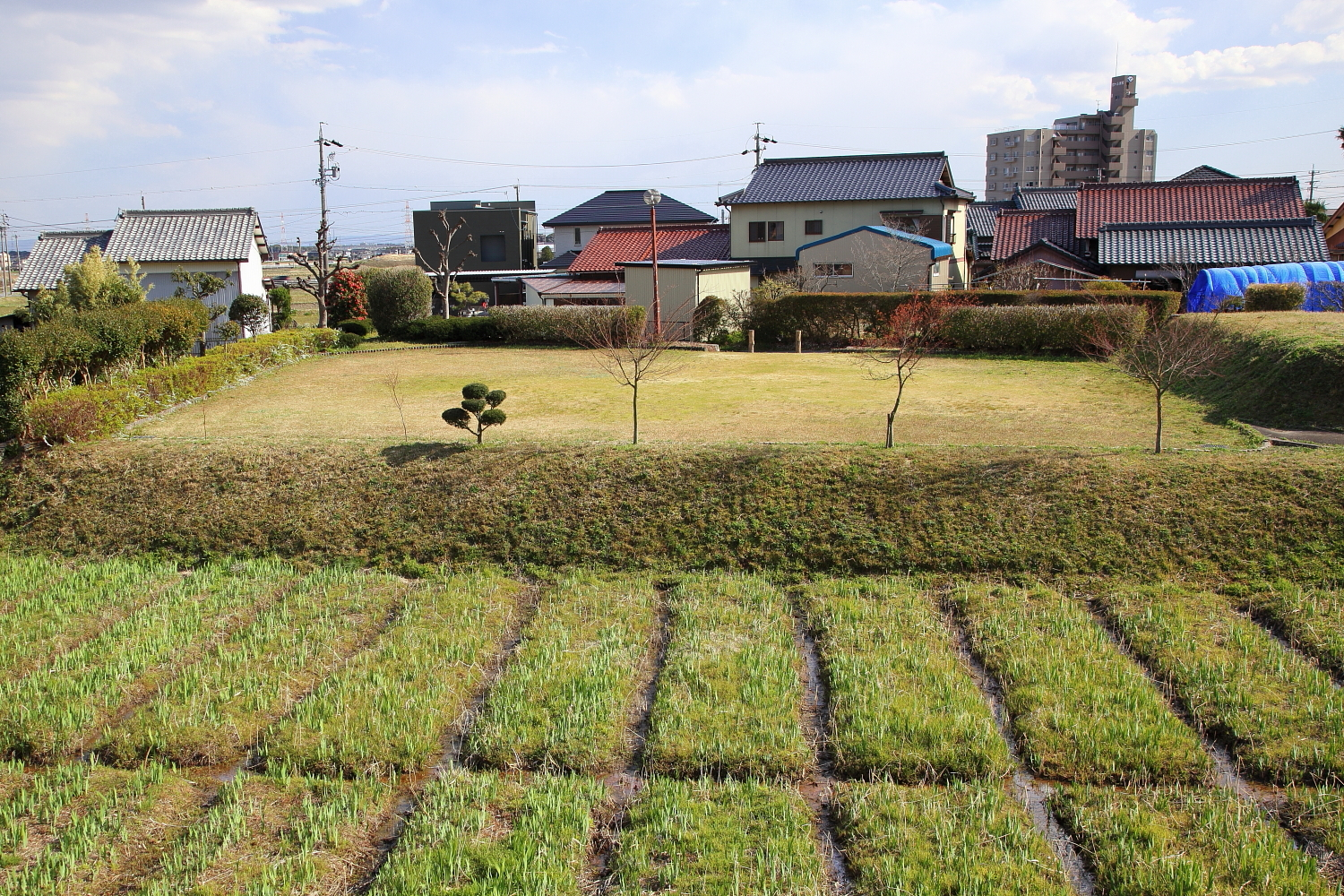
二の丸跡（広場） （2012年（平成24年）4月）
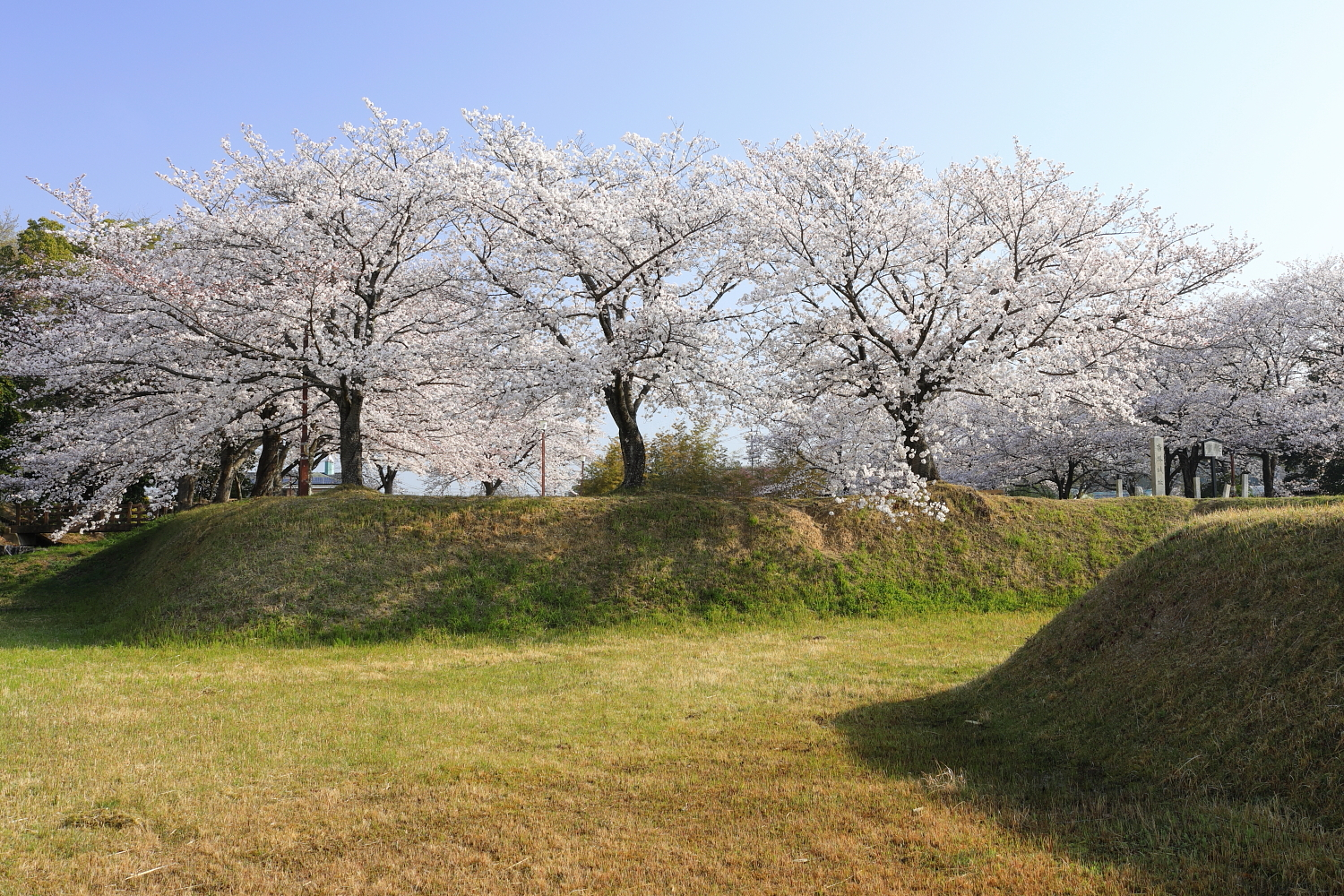
空堀跡 （2018年（平成30年）3月）
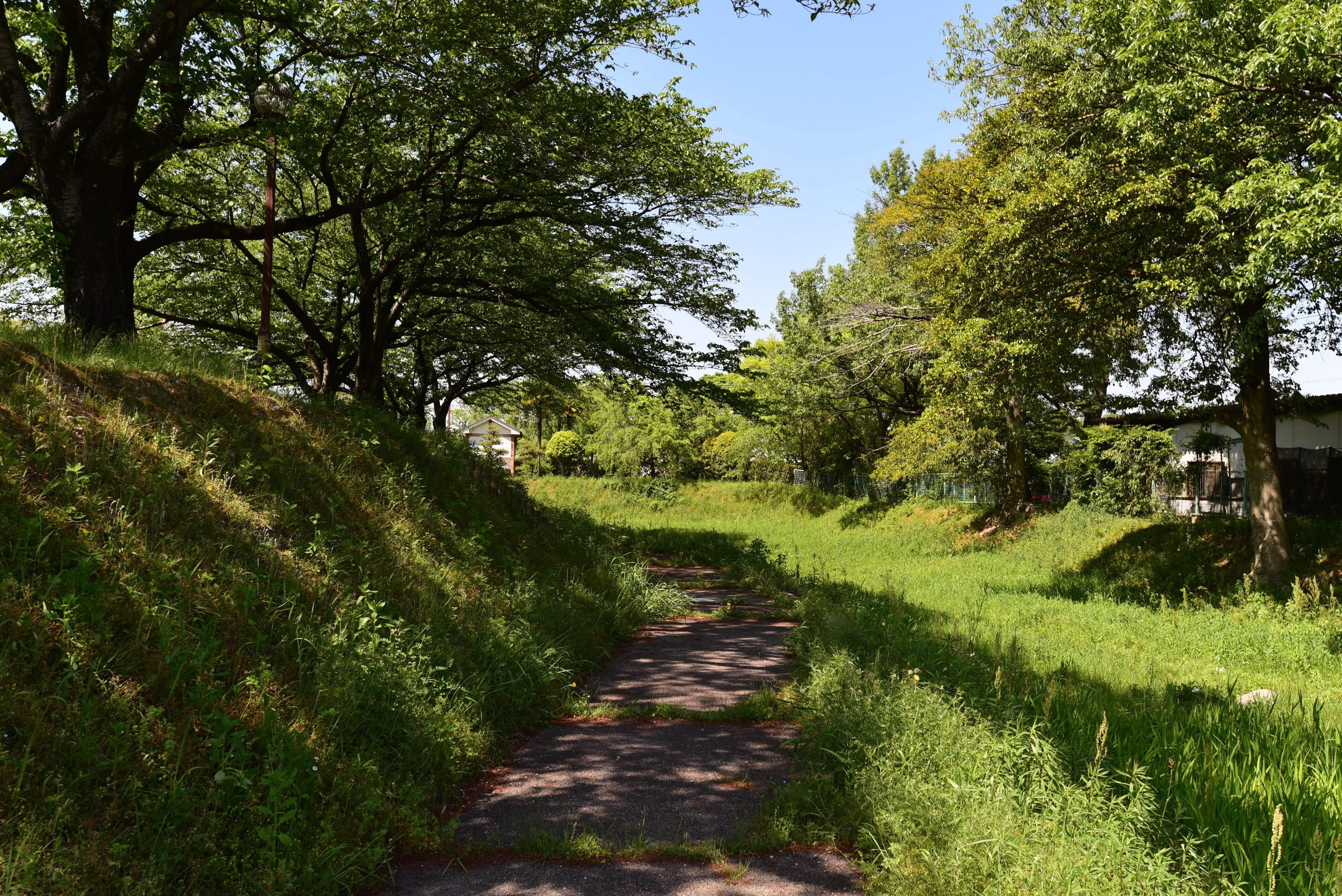
本丸を取り囲む空堀址 （2017年（平成29年）5月）
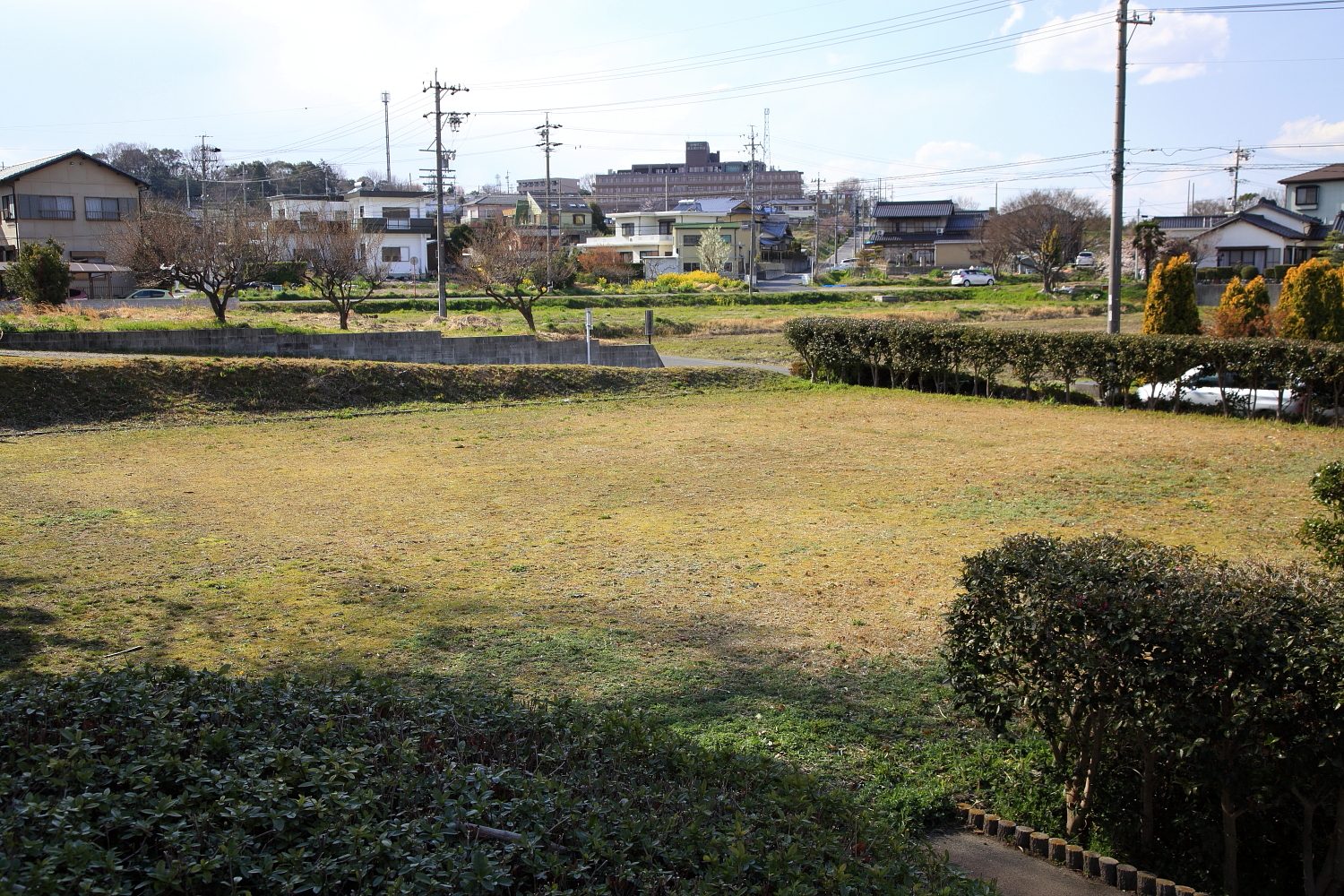
侍屋敷跡（広場） （2012年（平成24年）4月）
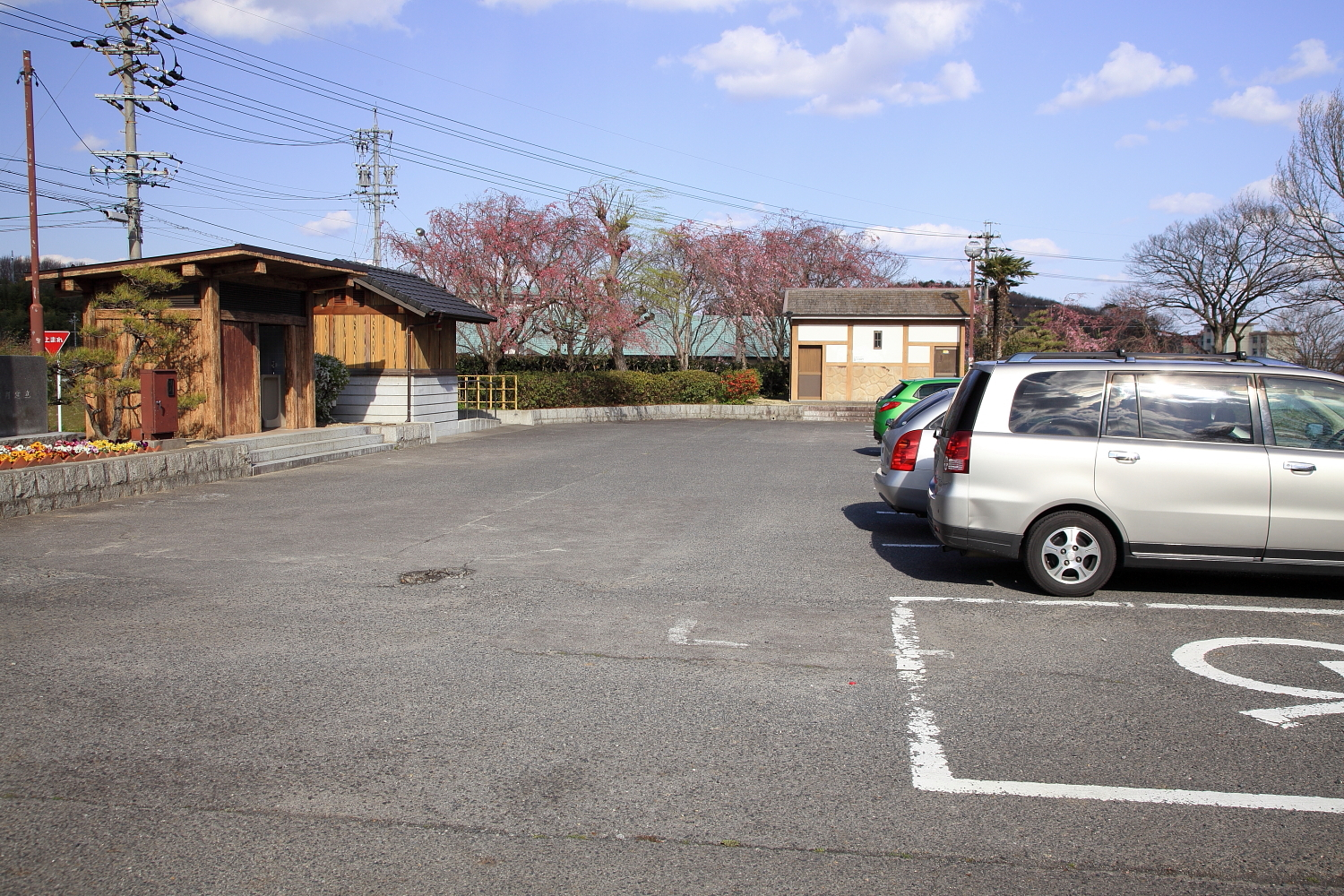
侍屋敷跡（駐車場） （2012年（平成24年）4月）
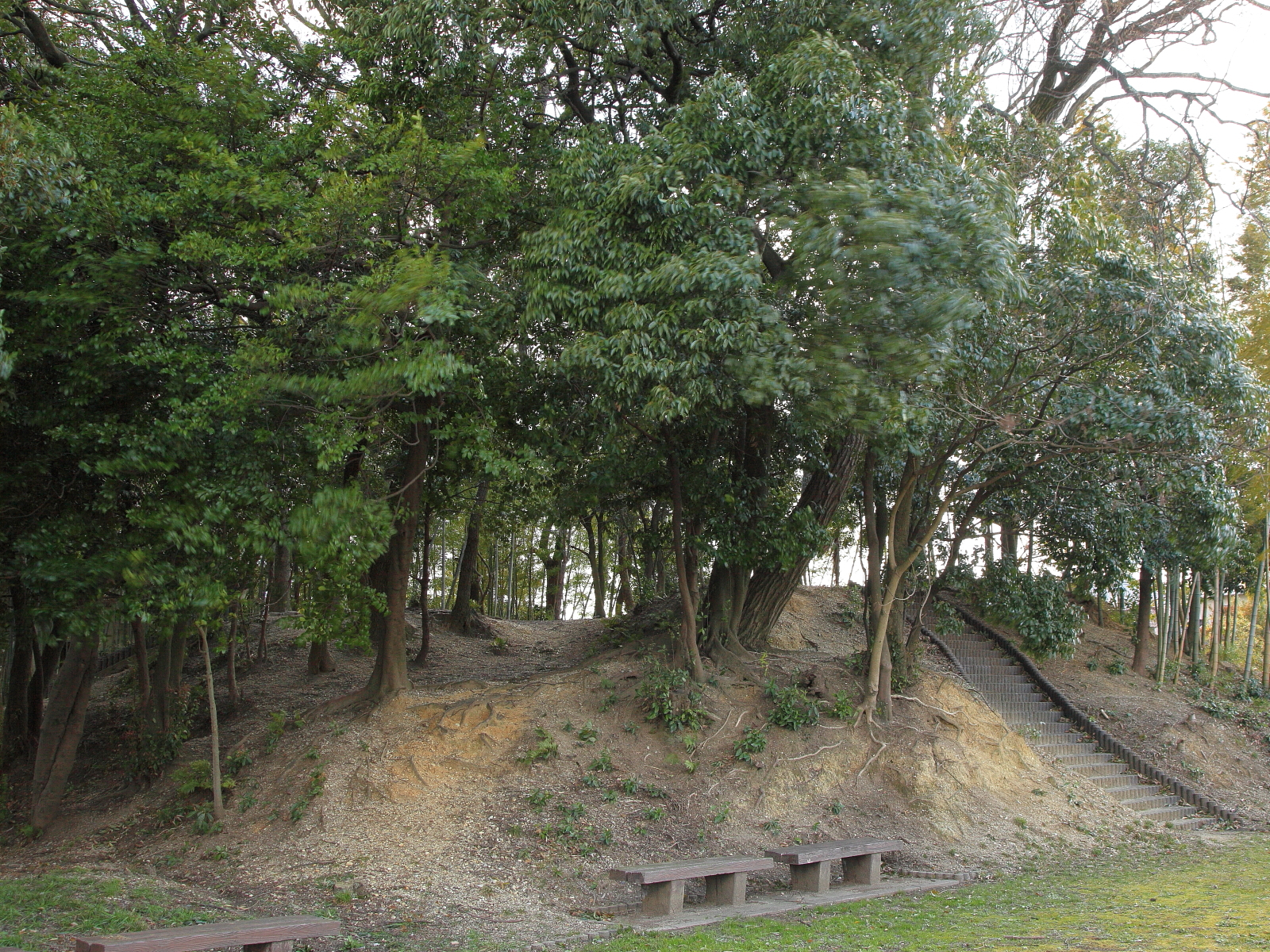
諏訪曲輪跡 （2012年（平成24年）4月）

## 現在

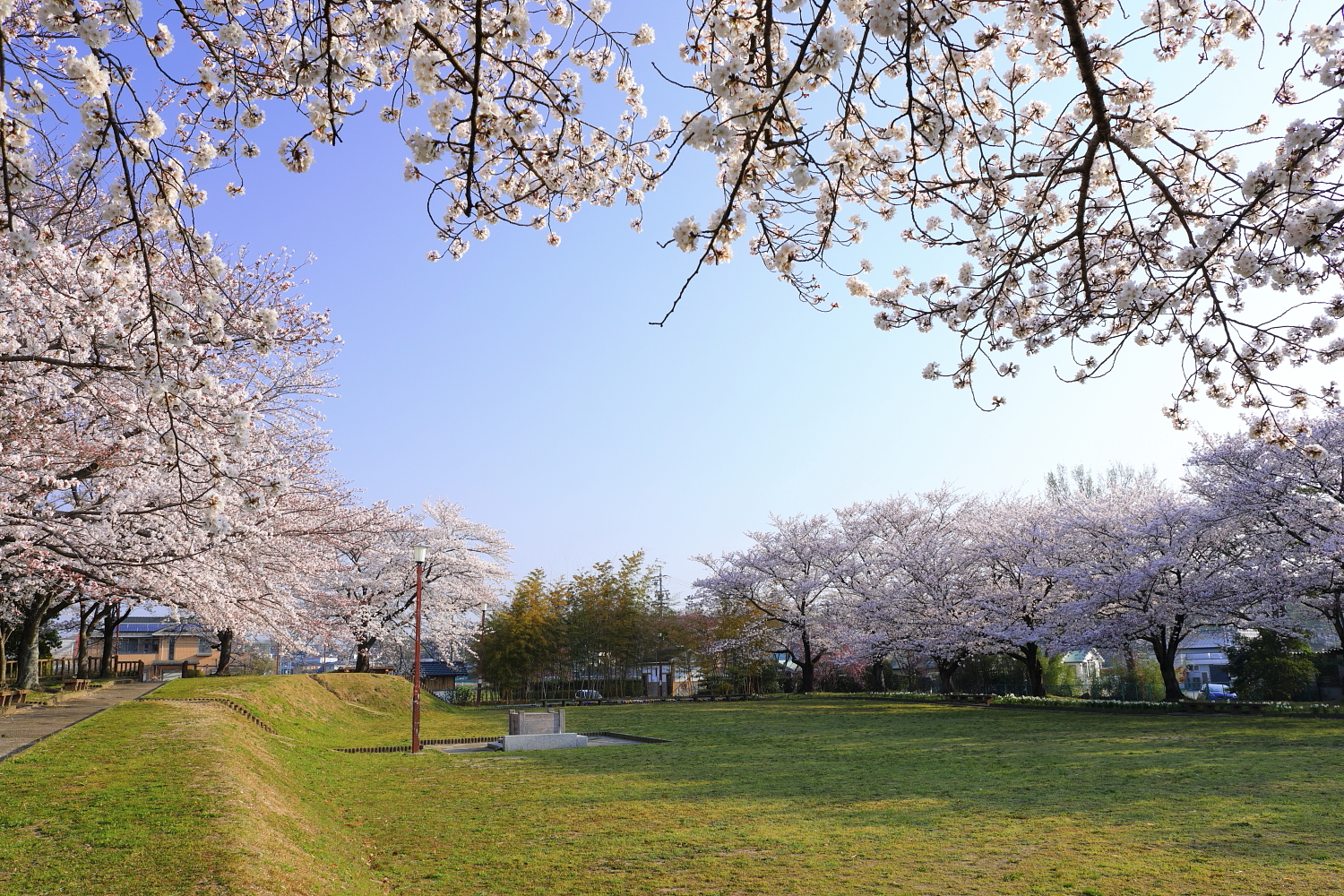
沓掛城址公園は桜の名所としても知られる（2018年（平成30年）3月）。

豊明市により、1981年（昭和56年）から1986年（昭和61年）にかけて発掘調査が行われた。その後、城跡は「沓掛城址公園」として整備されている。現在は本丸、空堀、諏訪曲輪などの遺構が残っており、良好な保存状態にある。なお、蓬左文庫所蔵の「沓掛村古城絵図」を参照すると、遺構は当時とほとんど変わっていない。
旧豊明市立唐竹小学校の市共生交流プラザ「カラット」にある豊明市歴史民俗資料室には、桶狭間の戦いに関連する資料の展示があり沓掛城址の遺物も展示物に含まれている。